# CIA의 고문에 관한 미국 상원 정보위원회 보고서
미국 중앙정보국의 고문에 관한 미국 상원 정보위원회 보고서(영어: Committee Study of the Central Intelligence Agency's Detention and Interrogation Program) 또는 CIA 고문 보고서(CIA Torture report)는 미국 상원 정보위원회(SSCI)가 발표한 2001년 ~ 2006년 사이 수감자들에 대한 미국 중앙정보국(CIA)의 구금 및 심문 프로그램, 다양한 형태의 고문법(미국 정부 성명서는 강화된 심문 기법이라고 발표)에 관한 보고서이다.
보고서 작성을 위해 5년간 4천달러를 들였다. 약 6,000페이지의 이 보고서는 CIA 요원들의 학대 행위(수감자들에 대한 전신 학대 행위) 및 구금 프로젝트의 여러 단점에 대한 자세한 사항이 기록되어 있다. 보고서가 부분적으로 공개된 지 8개월 후인 2014년 12월 9일, SSCI에서는 기밀 해제 투표 이후 주요 결과 및 전체 보고서 요약에 해당하는 525페이지를 기밀해제했다. 이 보고서의 나머지 부분은 여러 가지 이유로 기밀로 분류되어 있다.
이 보고서에는 수많은 CIA 요원의 포로 고문과, CIA 프로그램에 대해서 CIA가 정부와 미디어에게 어떠한 거짓 정보나 왜곡된 정보를 주었는지에 대한 자세한 설명을 하였다. 또한, 이전에는 알려져 있지 않았던 수감자의 존재와 많은 수용자들이 이전에 공개되었던 정보보다도 더욱 가혹한 학대를 받았으며, 정보 공개 이후 발전시킨 많은 고문기술에 관한 사실을 발표했다. 보고서의 마지막에는 강화된 심문 기술이 신뢰 가능한 정보를 수집하거나 수감자들의 협조를 얻을 수 있는 데 도움을 주지 못한다는 결론을 지었다.
CIA 요원 및 미국의 특정 정치인과 같은 일부 사람들은 보고서의 정확성에 의문을 제기하고 다양한 우려를 표명하며 이러한 부분 기밀해제에 반대한다.

## 역사

### 보고서 작성의 시작

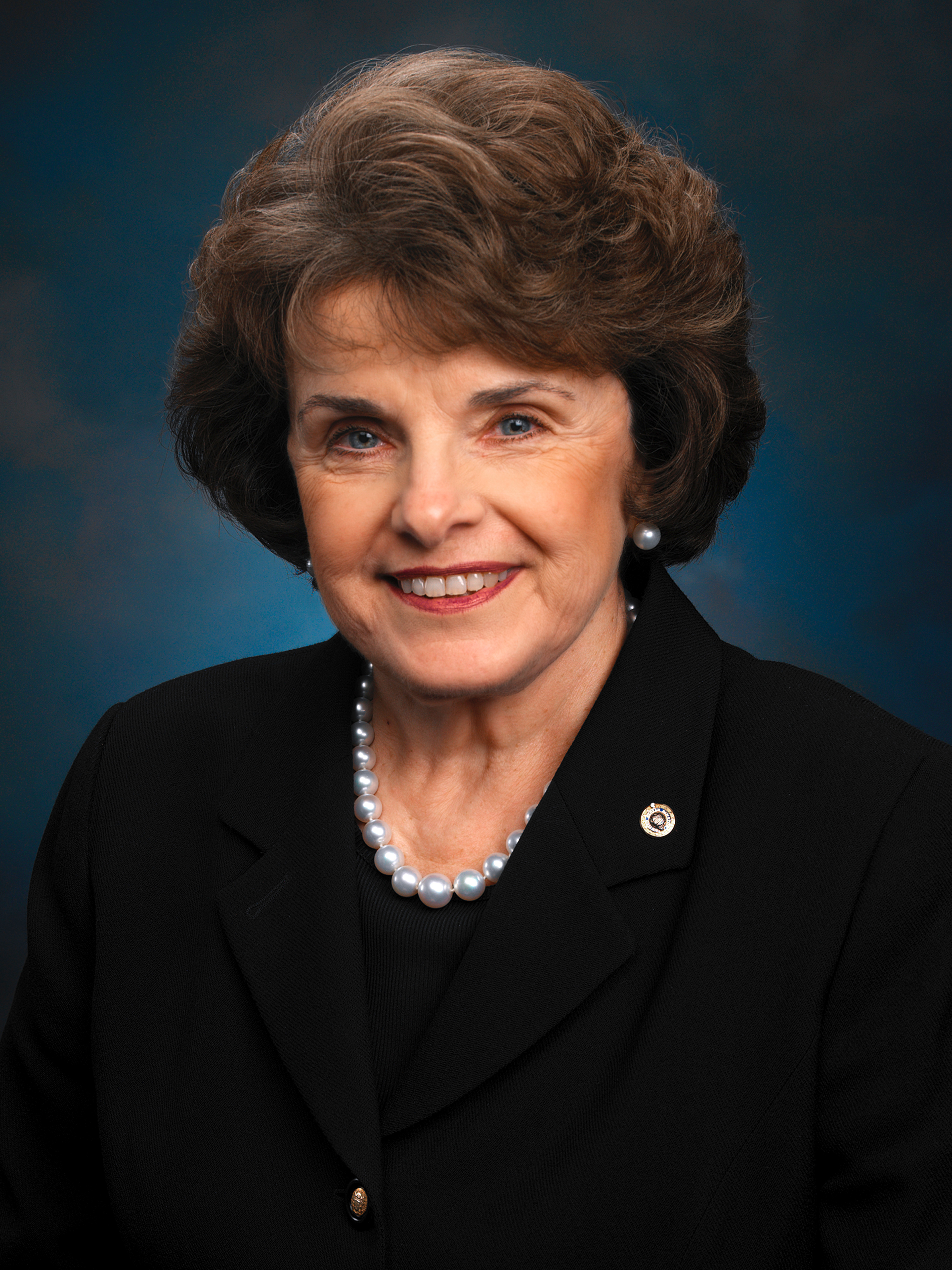
미국 상원의원인 파인스타인(D-CA)은 2009년 이후 미국 상원 정보위원회의 의장이다.

캘리포니아의 상원의원인 다이앤 파인스타인은 이 보고서는 미국 비밀활동부(NCS)의 의장인 호세 로드리게스가 2005년 거의 100여개에 달하는 심문 녹화 테이프를 파괴한 사건이 있은 이후부터 작성하기 시작했다고 말했다. 미국 상원 정보위원회에서는 처음에 CIA가 로드리게스는 "증거 파괴" 사건과 연관되어 있지 않다고 발표했지만, 그가 CIA의 불법 행위를 은폐할려는 시도를 했다고 말했다. 로드리게스는 2014년 12월 5일 워싱턴 포스트의 기고문에서 이 보고서에 대해 비판했다.

### 보고서 개발
2009년 3월 5일, 상원 정보위원회는 CIA 구금 및 심문 프로그램에 대한 조사 허가 투표에서 14-1로 가결되었다. 2009년 8월, 미국 법무부 장관 에릭 홀더는 CIA 요원의 부정한 심문 기술을 사용에 대해 임시 수사를 시작할 것이라고 말했다. 검찰 조사 결과, SSCI 내의 소수 공화당 의원은 많은 증인이 형사책임에 대한 두려움으로 조사에 참여할 가능성이 적다는 결론을 내렸다. 결국, 공화당 소수 의원은 2009년 9월 조사에 대한 허가를 취소하고 반대 입장으로 돌아섰다.
이 보고서는 주로 CIA에서 나온 문서, 전보, 이메일, 기타 자료 6백만 페이지를 취합하고 검토하여 만들었다. SSCI의 9,400개의 추가 기밀 문서 제공 요청은 백악관의 대통령 특권에 따라서 거부되었다. 인터뷰를 사용할 수 있을 것이라는 초기의 기대에도 불구하고, 보고서 작성에는 공식적인 인터뷰나 청문회가 이뤄지지 않았다. 이러한 인터뷰와 청문회의 부족도 SSCI 내의 소수 공화당 의원이 반대하게 된 원인 중 하나이며, 이는 2008년 미국 상원 군사위원회에서 이루어진 미군 구금에 대한 70명의 인터뷰, 200명의 서면 질문, 2회의 청문회를 연 것과는 대조되었다. CIA는 위원회에 문서를 넘기기 전 문서 검토를 위한 추가 인력 할당, CIA와 위원회 직원에 대한 별도의 보안 시설 및 컴퓨터 네트워크 구축 비용을 포함하여 약 4천만 달러와 인시를 사용한 것으로 추측한다.
최종 보고서는 2012년 12월 13일 민주당 의원 6명, 무소속 1명(앵거스 킹), 공화당 의원 1명(수전 콜린스)가 찬성하고 공화당 의원 6명이 반대하는 것으로 9-6으로 승인되었다. 2014년 4월 3일, SSCI는 미래에 공개될 때를 준비하기 위한 분석 보고서의 요약, 연구 결과 및 권고 사항 등을 포함한 수정된 버전 승인에 대해서 11-3으로 통과했다. 8달 후, 세부 문서 분류 유지 여부를 포함한 여러 논쟁과 협상 이후 2014년 12월 9일에 개정 요약판, 연구 결과, 권고 사항을 포함한 일부 보고서 내용이 공개되었다.
대중에게 공개됨과 동시에, 보고서 통과를 반대했던 상원 정보위원회 의원 6명은 보고서가 과정이나 승인된 보고서의 결론에 대해서 비판한 167쪽짜리 추가 보고서를 발표했다.

## 보고서의 요점

### 보고서의 조사 결과
6천 쪽의 보고서 내에는 조사 결과를 20개로 요약했다. 이 요약은 보고서에 나열한 순서 그대로 제시했다.
1. CIA의 심문 기법 사용은 신뢰할 수 있는 정보나 수감자로부터 협력을 얻는 데에 효과적인 수단이 될 수 없다.
2. 심문 기법 사용에 대한 CIA의 정당화는 심문의 효과에 대해 의문을 제기하는 주장을 잠재울려는 것이다.
3. CIA의 수감자에 대한 심문은 CIA가 미국 정부에게 말했던 것 보다도 훨씬 더 잔인하고 나쁘다.
4. CIA의 수감자들에 대한 구속 조건이 CIA가 미국 정부나 기타 다른 사람에게 말했던 것 보다도 훨씬 가혹하다.
5. CIA는 미국 법무부에게 지속적으로 잘못된 정보를 주면서 CIA의 구금 시 심문 프로그램의 적절한 법적인 분석을 방해했다.
6. CIA는 적극적으로 프로그램에 대한 의회의 감찰을 피하거나 방해하고 있다.
7. CIA는 백악관의 효과적인 감찰이나 의사결정을 방해했다.
8. CIA 프로그램의 운영 및 관리는 복잡했으며, 어떤 경우에는 기타 미국 행정부 정보기관의 국가 안보 임무를 방해했다.
9. CIA는 CIA의 감찰부(OIG)의 감찰 업무를 방해했다.
10. CIA는 CIA의 심문 기법 효과에 대한 잘못된 정부를 발표한 것을 포함하여 미디어와 언론에게 기밀 정보 공개를 의도적으로 조정했다.
11. CIA는 6개월 이상의 구금 권한을 받은 후에 CIA의 구금/심문 프로그램을 운영하기 시작하는 등 제대로 된 준비를 하지 않았다.
12. CIA의 구금 및 심문 프로그램의 운영과 관리는 시행 기간 전반, 특히 2002년과 2003년 초에 매우 심각한 결함을 가지고 있었다.
13. 2명의 계약직 심리학자가 CIA의 심문 기법을 고안하는 데 중요한 역할을 했고 CIA의 구금 및 심문 프로그램의 운영, 평가, 관리도 하였다. 2005년 이후에는 CIA가 프로그램의 운영을 거의 대부분 아웃소싱으로 하고 있다.
14. CIA의 수감자는 법무부가 승인하지 않거나 CIA 본부가 승인하지 않은 강압적인 방식의 심문 기술을 당했다.
15. CIA는 구금된 사람의 수의 포괄적인, 혹은 정확한 조사를 시행하지 않았으며 구금의 법적 기준을 충족하지 않은 사람을 구금하기도 했다. CIA가 주장한 심문 기법을 받고 있는 수감자의 수는 부정확하고 오류가 있다.
16. CIA는 강화된 심문 기법의 효과를 적절히 평가하는 데 실패했다.
17. CIA는 심각하거나 중대한 법률 위반, 부적절한 활동, 체계적이고 개별적인 관리 실패에 대한 책임을 진 사람에 대해서 거의 질책하거나 처벌하지 않았다.
18. CIA는 다수의 내부 비판, CIA의 구금 및 심문 프로그램의 운영 및 관리에 대한 반대 및 비판을 무시했다.
19. CIA의 구금 및 심문 프로그램은 본질적으로 지속 불가능하고 2006년 허가받지 않은 언론 공개로 다른 나라, 법률, 감독 문제에서 협력이 사라지면서 효율성이 사라졌다.
20. CIA의 구금 및 심문 프로그램은 세계에서 미국의 위상을 손상시켰고 기타 중요한 금전, 비금전적 비용을 불러일으켰다.

## 같이 보기
- 아부그라이브 교도소 가혹행위 사건
- 블랙 사이트
- 미국의 인권
- 아부 주바이다흐의 심문
- 존 키리아코우
- 존 L. 헬게른슨
- 파네타 보고서
- 스테판 솔츠